# 1. CfR Pforzheim
El 1. Club für Rasenspiele Pforzheim 1896 e.V. (en español: 1er Club para Juegos de Césped de Pforzheim fundado en 1896), comúnmente conocido como 1. CfR Pforzheim es un  club de fútbol con sede en Pforzheim, Alemania. El club juega en la Oberliga Baden-Württemberg, que es el quinto nivel del fútbol en el país.

## Historia
El 3 de julio de 2010. El club se formó, cuando los dos rivales locales 1. FC Pforzheim y VfR Pforzheim se fusionaron para formar 1. CFR .
De los dos clubes, el 1. FC Pforzheim había sido el lado más exitoso, incluso haciendo una aparición perdedora en el 1906. En el pasado más reciente, el club había ganado un campeonato en la entonces tier-three Oberliga Baden-Württemberg en 1991. Desde 2004, el 1. FCP había estado jugando principalmente en la Verbandsliga Nordbaden, donde ganó un título de liga en 2006. Fue en este lugar de la liga, donde el nuevo club formado, ingresa a la Verbandsliga a partir de 2010. El club reclama a 1896, el año de formación de 1. FCP, como su fecha de fundación histórica.
El VfR Pforzheim ha pasado la mayor parte de su historia a la sombra del 1. FC Pforzheim. Los dos clubes por separado jugaron por última vez en la Oberliga Baden-Wuerttemberg durante tres temporadas desde 1992 hasta 1995. El VfR fue subcampeón en esta liga en 1994-95, pero decidió retirarse a la baja amateur liga de fútbol por razones financieras. Las últimas dos temporadas del club las pasó en la liga del distrito Pforzheim de nivel ocho, antes de fusionarse con su rival.
En su temporada inaugural, 2010-11, el club terminó séptimo en la Verbandsliga Baden y había establecido su objetivo para la temporada 2011-12 para terminar entre los cinco primeros de la liga.
En 2014, quedó séptimo pero terminó segundo en la liga la temporada siguiente y se clasificó para la ronda de promoción de la liga. Derrotó al Radolfzell y SV Göppingen para ganar la promoción de Oberliga.

## Estadio

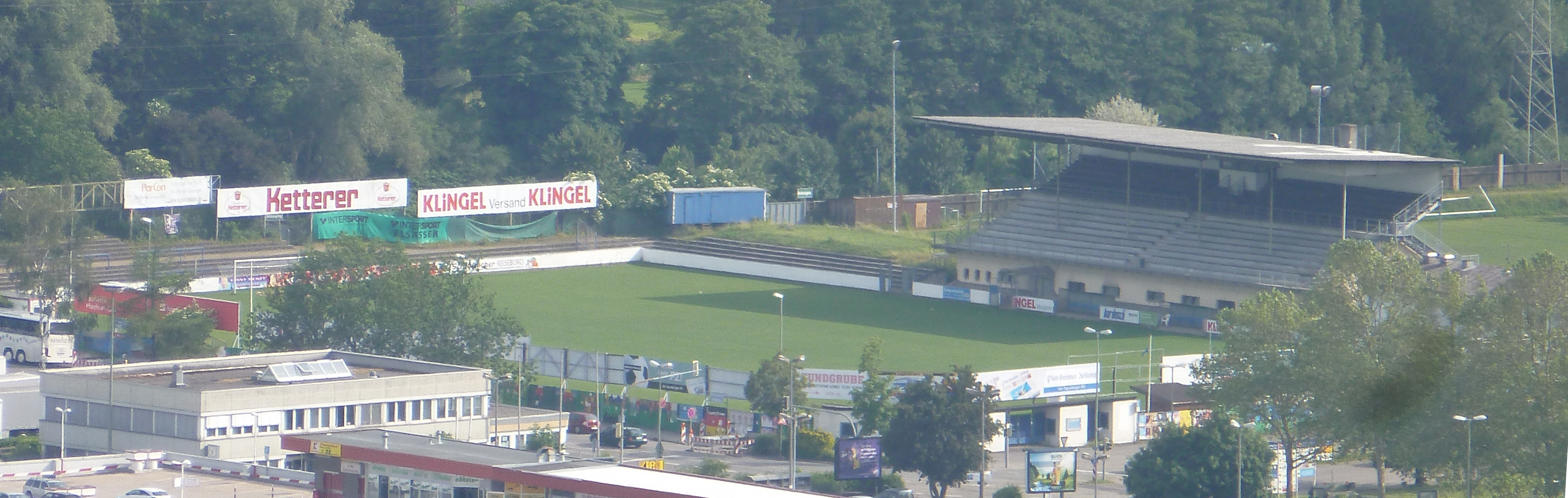
Vista panorámica del estadio

El club ha jugado sus partidos como local en el Stadion im Brötzinger Tal es un estadio de fútbol en Pforzheim, Alemania. El estadio tiene una capacidad de 10 000 personas en todos los asientos. El club originalmente utilizó al Holzhof como su hogar permanente, pero no pudo obtener el permiso del consejo local para desarrollar el terreno debido a su ubicación en un área protegida.

## Jugadores

### Plantilla actual
- Actualizado el 10 de enero de 2018.[2]

## Personal
- Actualizado el 4 de enero de 2018.[2]

| Actual equipo técnico  | Actual equipo técnico |
| Cargo                  | Nombre                |
| ---------------------- | --------------------- |
| Entrenador             | Gökhan Gökçe          |
| Asistente técnico      | Markus Zörrer         |
| Preparador de arqueros | Toma Trocha           |
| Fisioterapista         | Dirk Jautze           |
| Doctor                 | Jürgen Irschina       |